# Indovina chi viene a cena?
Indovina chi viene a cena? (Guess Who's Coming to Dinner) è un film del 1967 diretto da Stanley Kramer e interpretato da Spencer Tracy, Sidney Poitier, Katharine Hepburn, Katharine Houghton e Isabel Sanford.
Nel 1998 l'American Film Institute l'ha inserito al novantanovesimo posto della classifica dei migliori cento film statunitensi di tutti i tempi. L'aspetto e il carattere dell'attore Spencer Tracy, in questo film, furono l'ispirazione al personaggio di Carl Fredricksen, protagonista del film Disney-Pixar, Up.
Nel 2017 il film è stato selezionato per la conservazione nel National Film Registry della Biblioteca del Congresso degli Stati Uniti per essere "culturalmente, storicamente ed esteticamente significativo".

## Trama
Joanna "Joey" Drayton, una ragazza bianca statunitense, cresciuta in un'agiata famiglia liberal di San Francisco, si innamora di John Prentice, uno stimato medico afroamericano conosciuto dieci giorni prima alle Hawaii.
I due hanno deciso di sposarsi e si recano a San Francisco, dove Joey intende presentare il fidanzato ai genitori, il padre Matt e la madre Christina, prima che questi riparta la sera stessa per New York e poi per Ginevra, dove lo attende un impegno di lavoro e dove hanno previsto di convolare a nozze.
Joey vorrebbe seguire subito il suo adorato John, ma lui esige prima l'incondizionata approvazione dei genitori di lei alla loro unione. Christina, commossa dalla sincerità dell'unione, aderisce all'entusiasmo della figlia, ma Matt, troppo preoccupato per le difficoltà cui la coppia andrebbe incontro, non è propenso a dare la propria approvazione. La situazione diventa ancora più intricata allorché, invitati da Joey, i genitori di John – i quali ignorano che la ragazza è bianca – vengono a cena dai Drayton per conoscere lei e la sua famiglia.
In un primo momento, i genitori dei rispettivi figli si ritrovano a chiacchierare impacciati, ma poi la situazione prende una piega più decisa: le madri si ritrovano d'accordo nell'accettare un amore così sincero, i padri non vogliono a nessun costo accettare le condizioni, mentre John si ribella al padre cercando di fargli capire che il suo amore va ben oltre il colore della pelle. Joey, però, è ancora all'oscuro di tutto, poiché impegnata a fare le valigie per quello che, secondo lei, sarà un sicuro matrimonio. Alla fine Matt Drayton richiamerà tutti in salotto per rivelare che anche per lui l'amore è una cosa ben più importante della diversa pigmentazione della pelle, concludendo che Joanna "Joey" e John sono "due esseri speciali".

## Premi e riconoscimenti
- 1968 - Premio Oscar
  - Migliore attrice protagonista a Katharine Hepburn
  - Migliore sceneggiatura originale a William Rose
  - Candidatura Miglior film a Stanley Kramer
  - Candidatura Migliore regia a Stanley Kramer
  - Candidatura Migliore attore protagonista a Spencer Tracy
  - Candidatura Migliore attore non protagonista a Cecil Kellaway
  - Candidatura Miglior attrice non protagonista a Beah Richards
  - Candidatura Migliore scenografia a Robert Clatworthy e Frank Tuttle
  - Candidatura Miglior montaggio a Robert C. Jones
  - Candidatura Miglior colonna sonora a Frank De Vol
- 1968 - Golden Globe
  - Candidatura Miglior film drammatico
  - Candidatura Migliore regista a Stanley Kramer
  - Candidatura Miglior attore in un film drammatico a Spencer Tracy
  - Candidatura Miglior attrice in un film drammatico a Katharine Hepburn
  - Candidatura Miglior attrice non protagonista a Beah Richards
  - Candidatura Miglior attrice debuttante a Katharine Houghton
  - Candidatura Migliore sceneggiatura a William Rose
- 1969 - British Academy Film Award
  - Miglior attore protagonista a Spencer Tracy
  - Miglior attrice protagonista a Katharine Hepburn
- 1968 - David di Donatello
  - Miglior produttore straniero a Stanley Kramer
  - Miglior attore straniero a Spencer Tracy
  - Miglior attrice straniera a Katharine Hepburn
- 1968 - American Cinema Editors
  - Candidatura Miglior montaggio a Robert C. Jones
- 1968 - Directors Guild of America
  - Candidatura DGA Award a Stanley Kramer
- 1969 - Fotogramas de Plata
  - Miglior attore straniero a Sidney Poitier
- 1968 - Laurel Award
  - Candidatura Miglior commedia
  - Candidatura Miglior performance maschile a Spencer Tracy
- 1968 - Writers Guild of America
  - Candidatura WGA Award a William Rose